# Joseph Kopacz

Bischofswappen von Joseph Richard Kopacz

Joseph Richard Kopacz (* 16. September 1950 in Dunmore, Pennsylvania) ist ein US-amerikanischer Geistlicher und römisch-katholischer Bischof von Jackson.

## Leben
Joseph Kopacz empfing am 7. Mai 1977 das Sakrament der Priesterweihe für das Bistum Scranton.
Papst Franziskus ernannte ihn am 12. Dezember 2013 zum Bischof von Jackson. Die Bischofsweihe spendete ihm der Erzbischof von Mobile, Thomas John Rodi, am 6. Februar des folgenden Jahres. Mitkonsekratoren waren der Bischof von Scranton, Joseph Charles Bambera, und sein Amtsvorgänger Joseph Nunzio Latino.